# Presjan

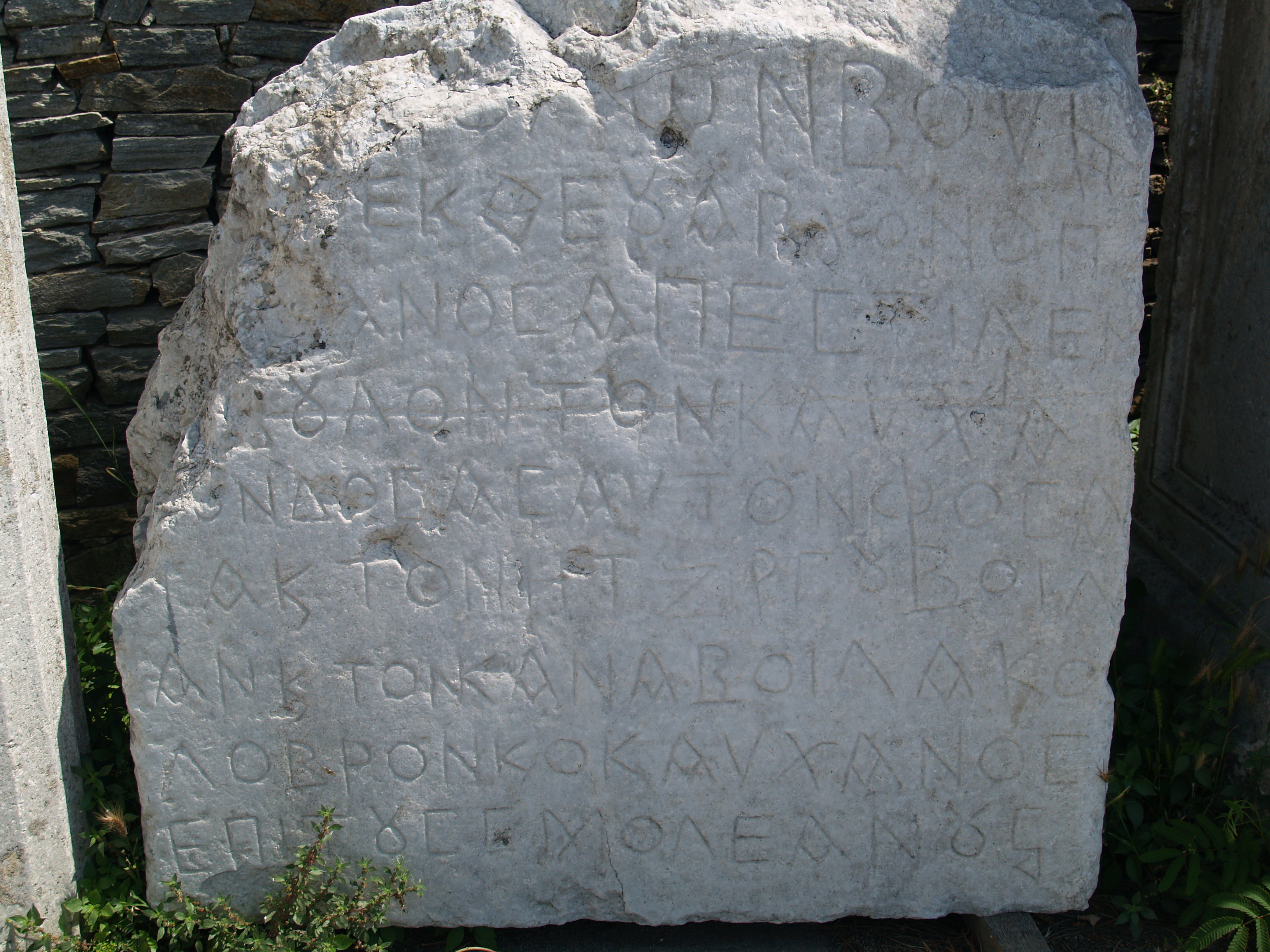
Část takzvaného Presjanova nápisu pocházejícího z Filipi

Presjan či též Presijan nebo Presian byl bulharský chán vládnoucí v první bulharské říši mezi lety 836–852. Za jeho vlády došlo k nové územní expanzi směrem do Makedonie, což vyústilo ve vítězný konflikt s Byzancí, která měla v té době problémy s Araby na východě a vzpourou slovanského obyvatelstva v Rodopech, takže byzantský císař Theofilos nemohl proti Bulharům účinněji zasáhnout. Díky tomu získal Presjan území kolem Ochridu a Ochridského jezera a kromě toho také část Kosova. Nepodařilo se mu ovšem zvítězit v bojích se Srby na západě, jejichž kníže Vlastimír na základě byzantské žádosti zahájil proti Bulharům válku. Po Presjanově smrti nastoupil na trůn chán Boris.